# Толлмаш, Луиза, 7-я графиня Дайсарт
Луи́за Толлмаш, 7-я графи́ня Дайсарт (англ. Louisa Tollemache, 7th Countess of Dysart; 2 июля 1745 — 22 сентября 1840) — британская аристократка, носила титул графиня Дайсарт (1821—1840).

## Биография
Луиза Толлмаш была шестой дочерью в семье Лайонела Толлмаша, 4-го графа Дайсарт и его супруги Грейс Картетет, дочери Джона Картерета, 2-го графа Гренвиль, и его первой жены Фрэнсис Уорсли. Получила образование в школе для девочек миссис Холт в Мейфэре.
В сентябре 1792 года в возрасте 47 лет после смерти супруга Джона Меннерса унаследовала его поместья, площадь которых составляла 30000 акров. 
9 марта 1821 года в возрасте 75 лет после смерти бездетного старшего брата Уилбрахама унаследовала его титул, как графиня Дайсарт и получила королевское разрешение на фамилию и герб Толлмаш.
Скончалась 22 сентября 1840 года в возрасте 95 лет, пережив девятерых детей; была похоронена в Хелмингеме. После её смерти титул графа Дайсарт, согласно завещанию, унаследовал её внук Лайонел.

## Семья
4 сентября 1765 года, в возрасте 20 лет, вышла замуж за британского политика Джона Маннерса. У супругов было 10 детей, 3 из которых умерли в детстве:
- Уильям Меннерс-Толлмаш[англ.] (19 мая 1766 — 11 марта 1833), 1-й баронет из Хэнби-холла[англ.] (1793—1833);
- Дост. Джон Меннерс-Толлмаш[англ.] (ок. 1768 — 13 февраля 1837), политик;
- Кэтрин София Меннерс (1769 — 28 мая 1825), вышла замуж за сэра Гилберта Хиткота, 4-го баронета[англ.], в браке были дети;
- Дост. Чарльз Меннерс-Толлмаш (2 января 1775 — 26 июля 1850);
- Мэри Кэролайн Меннерс (1775 — 20 декабря 1805), вышла замуж за Джеймса Даффа, виконта Макдуфа[англ.], брак был бездетным;
- Луиза Грейс Меннерс[англ.] (1777 — 19 февраля 1816), вышла замуж за Обри Боклера, 6-й герцога Сент-Олбанс, был один сын;
- Лаура Меннерс (1780 — 1834), вышла замуж за Джона Далримпла[англ.], в 1820 году их бездетный брак был расторгнут;
- Джордж Меннерс, (ум. в детстве);
- Элизабет Луиза Меннерс (ум. в детстве);
- София Меннерс   (ум. в детстве);